# Andre Dawson
Andre Nolan Dawson, soprannominato "The Hawk" e "Awesome Dawson" (Miami, 10 luglio 1954), è un ex giocatore di baseball statunitense di ruolo esterno nella Major League Baseball (MLB). È stato introdotto nella National Baseball Hall of Fame nel 2010.

## Carriera
Dawson giocò per 21 stagioni nella MLB, in particolare per i Montreal Expos (1976–1986) e i Chicago Cubs (1987–1992). Fu convocato per otto All-Star Game, premiato come rookie dell'anno della National League dopo avere battuto con una media di .282 con 19 fuoricampo e 65 punti battuti a casa (RBI) e come MVP della National League dopo avere guidato la lega con 49 home run e 137 RBI; in precedenza si era classificato secondo nei premi del 1981 e 1983. Batté col .300 per cinque volte, segnò 100 punti in quattro stagioni ed ebbe 13 stagioni con almeno 20 fuoricampo. Un forte corridore tra le basi a inizio carriera, rubò anche 30 basi per tre volte. È uno degli otto giocatori della storia della MLB con 300 fuoricampo e 300 basi rubate in carriera.
Dawson giocava come esterno centro finché i suoi problemi al ginocchio, aggravati dal terreno artificiale dello Stadio Olimpico di Montréal, lo costrinsero a spostarsi sul lato destro. Guidò la NL putout degli esterni per tre anni consecutivi (1981–1983) e vinse otto Guanti d'oro. Al momento del suo ritiro, i suoi 409 home run e i suoi 962 extra base hit erano al decimo posto nella storia della lega; inoltre era settimo nella NL per gare in carriera per un esterno (2.303) e sesto sia in putout esterni (5.116) che in giocate difensive (5.366). Stabilì i record di franchigia degli Expos per gare in carriera, turni in battuta, punti segnati, valide, doppi, tripli, home run, punti battuti casa, extra base hits, basi totali e rubate, in seguito tutti superati da Tim Raines, Tim Wallach e Vladimir Guerrero.  Dawson fu eletto nella Baseball Hall of Fame il 25 luglio 2010.

## Palmarès
- MVP della National League: 1

1987
- MLB All-Star: 8

1981–1983, 1987–1991
- Rookie dell'anno della National League - 1977
- Guanti d'oro: 8

1980–1985, 1987, 1988
- Silver Slugger Award: 4

1980, 1981, 1983, 1987
- Vincitore dell'Home Run Derby: 1

1987
- Leader della National League in fuoricampo: 1

1987
- Leader della National League in punti battuti a casa: 1

1987
- Numero 10 ritirato dai Montreal Expos